# Nils Assersson Mannersköld
Nils Assersson Mannersköld, före adlandet 1612 Nils Assersson, född 1586, död 30 mars 1655, var en svensk militär.

## Biografi
Mannersköld föddes 1586 i Västergötland. Hans far var kronobefallningsmannen Asser Pedersson som var gift med Karin Jönsdotter i första giftet, och med Ingrid Germundsdotter i andra. Han gick tidigt i krigstjänst år 1606 och blev som kornett vid Upplands regemente 1612, hertig Johan av Östergötlands kammarråd, samt adlades samma år Mannersköld med nr. 128 i Riddarhuset. Från 1618 tjänstgjorde han med Östgöta kavalleriregemente i Livland, och blev 1625 överste och chef för regementet. Han deltog i sista Livländska fälttåget som slutade med slaget vid Wallhof 1626.
Samma år blev han utsedd till guvernör över Ingermanland och hade denna befattning till 1643. Under åren 1633–1634 var han också generalguvernör över Livland och Ingermanland, innan han åter blev guvernör.
I januari 1644 utsågs han hastigt till guvernör över Älvsborgs län och kommendant i Göteborg, som då hotades av dansk-norska trupper under Kristian IV. Efter att ha slagit tillbaka dansk-norska anfall mot Göteborg i den så kallade Hannibalsfejden, avslutades kriget med freden i Brömsebro 1645. Mannersköld fick avsked 1648 och han avled 1655 på sitt gods Näs, nu Adelsnäs, i Östergötland.

## Adelsätten Mannersköld
Adelsätten Mannersköld, som stammade från Nils Assersson, fortlevde i tre generationer och utslocknade på svärdssidan 1680 med en ogift sonson till stamfadern. En sondotter, död 1736, var den sista på spinnsidan. Hon var gift men dog barnlös. Det finns dock många ättlingar i rakt nedstigande led från Nils Assarsson Mannersköld. Dessa härstammar från dottern Chatarina Mannersköld som gifte sig i adelsätten Ogilwie.